# Monotropus lusitanicus
Monotropus lusitanicus är en skalbaggsart som beskrevs av Baraud 1976. Monotropus lusitanicus ingår i släktet Monotropus och familjen Melolonthidae. Inga underarter finns listade i Catalogue of Life.